# Sargstedt
Sargstedt este un cartier al orașului Halberstadt din landul Saxonia-Anhalt, Germania. Până în 2009 a fost o comună.